# Třída Sri Indera Sakti
Třída Sri Indera Sakti je lodní třída víceúčelových podpůrných lodí malajsijského královského námořnictva.

## Pozadí vzniku
Celkem byly postaveny dvě jednotky této třídy. První postavila německá loděnice Bremer Vulkan v Bremenu a druhou jihokorejská loděnice Hanjin SB v Masanu.
Jednotky třídy Sri Indera Sakti:
| Jméno                   | Spuštěna         | Dodání          | Status  |
| ----------------------- | ---------------- | --------------- | ------- |
| Sri Indera Sakti (1503) | 1. července 1980 | 24. října 1980  | aktivní |
| Mahawangsa (1504)       |                  | 16. května 1983 | aktivní |

## Konstrukce

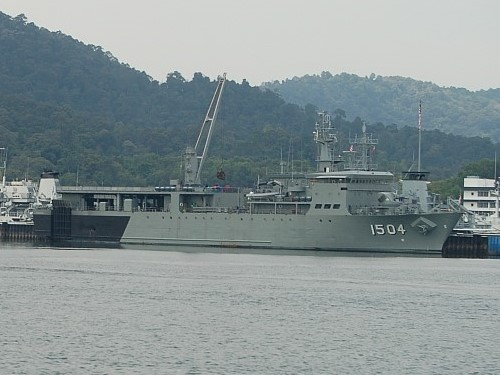
Mahawangsa (1504)

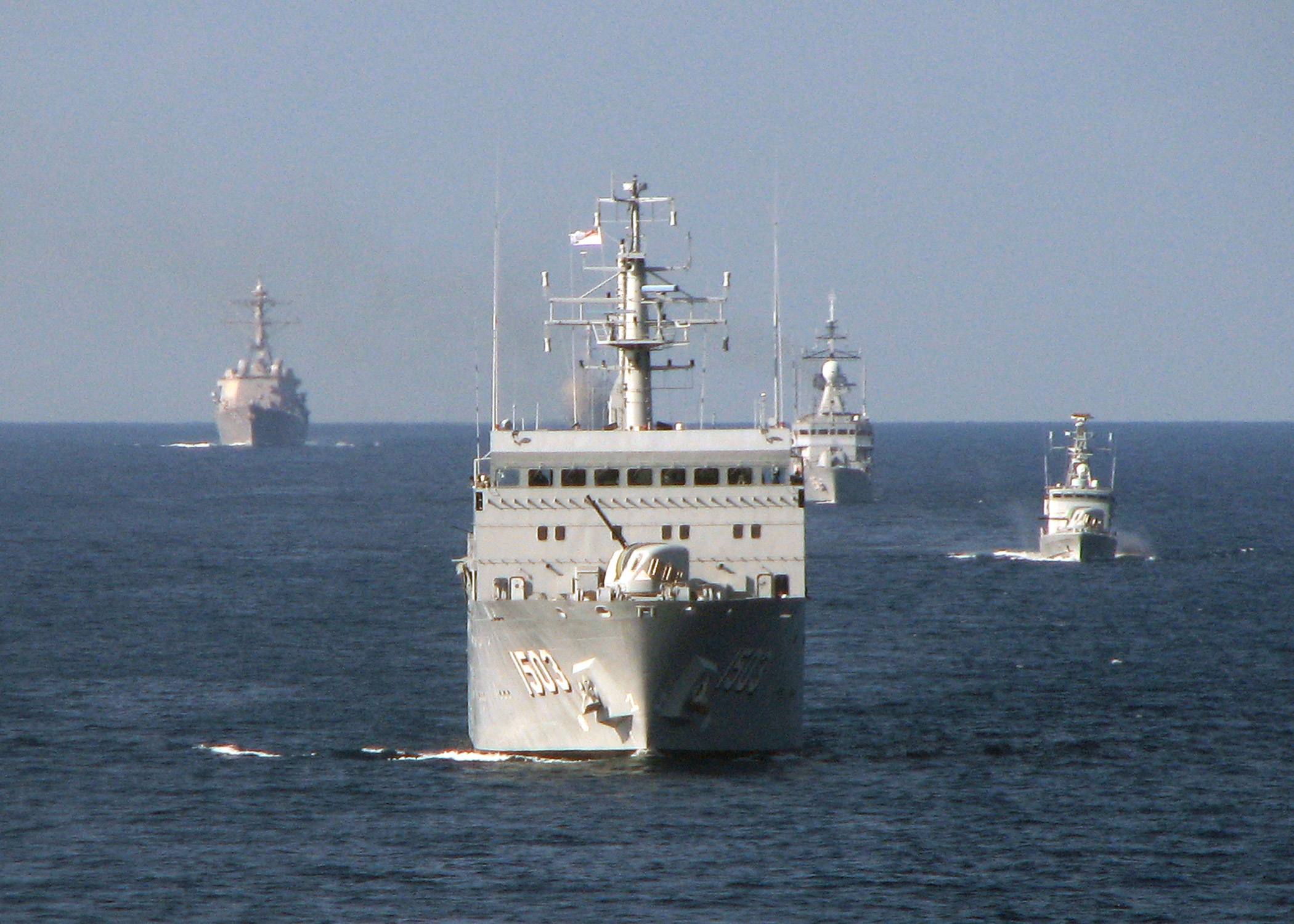
Sri Indera Sakti (1503)

Plavidla mají značnou přepravní kapacitu. Mimo jiné uvezou až 17 středních tanků. Jsou vyzbrojena jedním 57mm kanónem Bofors ve věži na přídi. Na zádi se nachází rozměrná přistávací plocha pro vrtulník. Pohonný systém tvoří dva diesely o celkovém výkonu 5986 BHP, pohánějící dva lodní šrouby. Nejvyšší rychlost dosahuje 17 uzlů. Dosah je 14 000 námořních mil při rychlosti 15 uzlů.